# USS Somerset (LPD-25)
USS Somerset (LPD-25) — десантний транспортний корабель-док ВМС США, дев'ятий корабель типу «Сан-Антоніо». Призначений для транспортування військ та комбінованої висадки повітряним (за допомогою вертольотів чи конвертопланів) та водним (за допомогою катерів на повітряній подушці) морських піхотинців. 

## Назва
Корабель названий на честь округу Сомерсет, штат Пенсільванія. назва корабля вшановує мужність 40 пасажирів та екіпажу рейсу 93 United Airlines, який  став четвертим літаком, залученим до терактів, однак не долетів до цілі терористів, та розбився поблизу Шенксвіля в графстві Сомерсет, штат Пенсільванія, 11 вересня 2001 року. Також він є п'ятим кораблем з такою назвою в складі ВМС США. 

## Будівництво

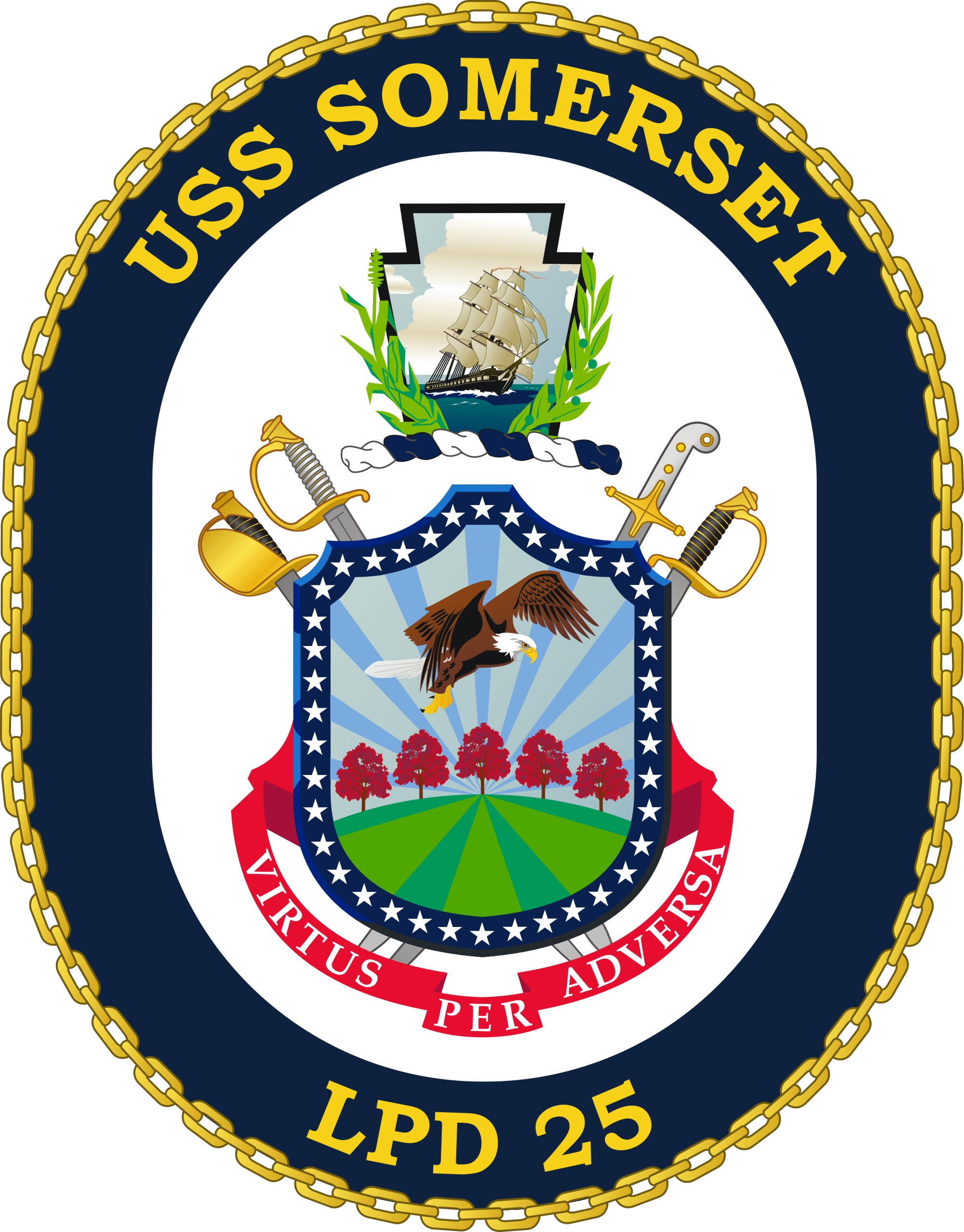
Емблема корабля

Десантний корабель USS «Somerset» (LPD 25) був побудований компанією Northrop Grumman Ship Systems, Паскагула, штат Міссісіпі, на верфі Avondale в Новому Орлеані, штат Луїзіана, за контрактом від 21 грудня 2007 року. Закладка кіля відбулася 11 грудня 2009 року. Спущений на воду 14 квітня 2012 року. Церемонія хрещення відбулася 28 липня 2012 року. Хрещеною матір'ю стала Мері Джо Майерс, дружина генерала Річарда Майерса, колишнього голови Об'єднаного комітету начальників штабів США. 18 жовтня 2013 року на верфі відбулася церемонія передачі замовнику - ВМС США. 21 лютого 2014 прибув до Філадельфії, штат Пенсільванія, де 1 березня відбулася церемонія введення в експлуатацію. 4 березня покинув Філадельфію і попрямував в порт приписки Сан-Дієго, штат Каліфорнія, куди вперше прибув 21 квітня.

## Служба

Випробування в Мексиканській затоці 19 серпня 2013 року.

17 листопада 2014 року на кораблі почався ремонт на військово-морській верфі в Сан-Дієго.
16 червня 2015 року приступив до ходових випробувань, що тривав шість днів, після завершення ремонту. Протягом року брав участь в різних навчаннях.
14 жовтня 2016 року залишив порт приписки Сан-Дієго для свого першого розгортання в зоні відповідальності 5-го і 7-го флоту США. 29 жовтня прибув в зону відповідальності 7-го флоту, завершивши операції в зоні відповідальності 3-го флоту. 13 листопада прибув із запланованим візитом до Сінгапуру, який став першим закордонним візитом в порт в історії корабля.
14 березня 2021 року взяв участь у навчаннях PASSEX разом з єгипетським ракетним фрегатом ENS Sharm El-Sheikh (FFG 901) які проходили в Червоному морі.